# Кіян Ронан
Кіян Ронан (англ. Kian Ronan; нар. 9 березня 2001, Гарлоу, Ессекс, Англія) — гібралтарський футболіст, захисник та півзахисник «Лінкольн Ред Імпс» та національної збірної Гібралтару.

## Клубна кар'єра
Вихованець англійського клубу «Іпсвіч Таун», зіграв два матчі в юнацькому кубку Англії 2018/19. 14 листопада 2018 року відданий в короткострокову оренду в клуб істмійської ліги (8-ий дивізіон англійського чемпіонату) «Міденголл Таун», за який провів 6 матчів. За основний склад «Іпсвіч Таун» не провів жодного офіційного матчу. Влітку 2019 року підписав контракт з клубом чемпіонату Гібралтару «Манчестер 62». У його складі провів 13 матчів та відзначився 6-ма голами. 8 липня 2020 року підписав контракт з «Лінкольн Ред Імпс».

## Кар'єра в збірній
Виступав за юнацькі збірні Гібралтару різних вікових категорій.
За головну збірну Гібралтару дебютував 5 вересня 2020 року в матчі Ліги націй УЄФА проти збірної Сан-Марино, в якому вийшов на заміну на 84-ій хвилині замість Луї Еннеслі.

## Статистика виступів

### У збірній
Станом на 7 червня 2021
| Гібралтар | Гібралтар | Гібралтар |
| Рік       | Матчі     | Голи      |
| --------- | --------- | --------- |
| 2020      | 4         | 0         |
| 2021      | 4         | 0         |
| Загалом   | 8         | 0         |

## Досягнення
- Чемпіон Гібралтару (3):

«Лінкольн Ред Імпс»: 2020-21, 2021-22, 2022-23
- Володар Кубка Гібралтару (2):

«Лінкольн Ред Імпс»: 2021, 2022
- Володар Суперкубка Гібралтару (1):

«Лінкольн Ред Імпс»: 2022